# 가이니아 몰리스
가이니아 몰리스(Gainia mollis)는 진정홍조강 돌가사리목에 속하는 고착성 해양 홍조류의 일종이다. 가이니아과(Gainiaceae)와 가이니아속(Gainia)의 유일종이다. 남극 반도와 킹조지섬, 사우스셰틀랜드 제도 등의 남극 제도 또는 아남극 제도에서 발견된다.